# Stevie Johnson
Stevie Jerrell Johnson (* 24. Februar 1978) ist ein ehemaliger US-amerikanischer Basketballspieler. Der 1,98 Meter große Flügelspieler spielte für Crailsheim in der Basketball-Bundesliga.

## Laufbahn
Der aus Beaumont (US-Bundesstaat Mississippi) stammende Johnson spielte Basketball und Football an der Iowa State University. In seinem Abschlussjahr 1999/2000 stand er in der Basketballmannschaft bei 26 von 35 Saisonspielen in der Anfangsformation und erzielte im Durchschnitt 9,1 Punkte und 6,1 Rebounds je Partie.
Seine ersten drei Jahre als Berufsbasketballspieler verbrachte Johnson in Island. 2004 wechselte er zum mallorquinischen Verein CB Inca. Mit dem Klub stieg er 2005 von der dritten in die zweite spanische Liga auf. Von 2006 bis 2011 spielte er für drei spanische Drittligisten (2006–2008: Caja Rioja, 2008/09: Alimentos de Palencia, 2009–2011: CB Penas Huesca). In den Spielrunden 2008/09 sowie 2009/10 wurde Johnson vom Internetdienst eurobasket.com jeweils zum „Spieler des Jahres“ der dritten spanischen Liga gekürt. 2009 gewann er mit Palencia den Meistertitel.
2011/12 stand Johnson beim argentinischen Erstligaverein Libertad Sunchales unter Vertrag, im Dezember 2012 wurde er vom deutschen Zweitligisten Crailsheim Merlins geholt und wurde dort alsbald zum Führungsspieler. „Einen solchen Spieler findet man als Trainer klasse. Er macht nichts, was einem im Gedächtnis bleibt, hat am Ende des Spiels aber ganz viele Bälle reingemacht. Er hat eine sehr positive Art, wurde deswegen auch Kapitän“, charakterisierte Crailsheims Sportdirektor Ingo Enskat den US-Amerikaner im Mai 2013 gegenüber dem Hohenloher Tagblatt. 2014 stieg Johnson mit dem Klub als Vizemeister der 2. Bundesliga ProA in die Basketball-Bundesliga auf. Zu diesem Erfolg trug er in 36 Saisonspielen Mittelwerte von 12,9 Punkten und 7,1 Rebounds bei. In der obersten deutschen Spielklasse stand er während der Saison 2014/15 in 17 Partien auf dem Feld und erzielte im Schnitt 6,8 Punkte sowie 3,8 Rebounds je Begegnung. Als Crailsheims Cheftrainer Willie Young im November 2014 entlassen wurde, übernahm Johnson Aufgaben als Co-Trainer.
Nach dem Ende des Spieljahres 2014/15 trat Johnson als Berufsbasketballspieler zurück. Er kehrte in die Vereinigten Staaten zurück und wurde im Bundesstaat Kalifornien beruflich in der Versicherungsbranche tätig.